# Rho (bogstav)
Rho, ro (Ρ ρ) er det syttende bogstav i det græske alfabet, det svarer til vores r. Det beskriver i fysikken udtrykket "densitet", også kaldet "massefylde".  

## Computer
I unicode er Ρ U+03A1 og ρ er U+03C1.
|   | decimal | hex     | HTML  |
| - | ------- | ------- | ----- |
| ρ | &#961;  | &#x3c1; | &rho; |
| Ρ | &#929;  | &#x3a1; | &Rho; |

Genvejstasten for lille rho i word 2016 er 03C1, Alt+x for Unicode ( hex)